# Cinema gore

Poster de Blood Feast (1963)

El cinema splatter o gore és un tipus de cinema de terror que se centra en el que és visceral i en la violència gràfica. Aquestes pel·lícules, mitjançant l'ús d'efectes especials i excés de sang artificial, intenten demostrar la vulnerabilitat del cos humà i teatralitzar la seva mutilació. El terme "cinema splatter" va ser adoptat per George Romero per a descriure la seva pel·lícula Dawn of the Dead encara que alguns crítics consideren que conté un missatge més profund, basat en una crítica social.
Algunes vegades el gore és tan excessiu que es converteix en un element còmic, com es veu a Evil Dead II (1981) de Sam Raimi. Aquest tipus de comèdia amb elements gore ha estat anomenada splatstick (un acrònim d'"splatter" i "slapstick"). Una combinació entre la violència gràfica i imatges sexualment suggestives és denominada torture porn o "gorno" (acrònim de "gore" i "porno").

## Característiques
El cinema splatter, segons el crític de cinema Michael Arnzen, "delecta tímidament amb els seus efectes especials gore utilitzats com a element artístic". Mentre a les pel·lícules de terror es tracten temes com el desconegut, sobrenatural, la foscor, entre d'altres, la por del gènere splatter consisteix en la destrucció física del cos humà. Hi ha a més una èmfasi en l'aspecte visual, estil i tècnica, incloent-hi un hiperactiu treball de càmera.
Mentre el cinema de terror intenta restablir l'ordre social i moral mitjançant el triomf de la forces del Bé sobre el mal, a les pel·lícules gore abunda la falta de trama i ordre. Arnzen sosté que "l'espectacle violent reemplaça qualsevol intent d'estructura narrativa, ja que el gore és l'única part de la pel·lícula que és consistent". Aquestes pel·lícules a més presenten narracions entrellaçades, incloent-hi "muntatges replets de moviments de càmera... preses creuades de caçador i caçat, i sinistres juxtaposicions i contrastos".

## Inicis
El cinema splatter va tenir els seus inicis estètics en el teatre francés Grand Guignol, en el qual s'intentaven representar sagnants escenes de matances pels seus clients. El 1908, Grand Guignol va fer la seva primera aparició a Anglaterra, encara que el gore va ser minimitzat en funció d'un to més gòtic, a causa de la censura existent en les arts britàniques.
La primera aparició del gore - la mutilació realista del cos humà - en el cinema es pot remuntar a la pel·lícula Intolerance (1916) de D. W. Griffith, la qual presenta diversos elements similars als de Grand Guignol, incloent-ne dos decapitacions, i una escena on es mostra com una llança travessa l'abdomen d'un soldat. Algunes de les posteriors pel·lícules de Griffith, i les del seu contemporani Cecil B. DeMille, mostren matances similars.
A començaments dels anys 1920, un nombre d'escàndols, incloent-hi el de Roscoe Arbuckle, van commoure a Hollywood, generant una crítica a l'"obscenitat" que era "promoguda" per les pel·lícules. Com a resultat es va crear el Codi Hays, el qual determinava mitjançant una sèrie de regles restrictives, què es podia veure en pantalla i què no. El gènere gore es va veure censurat durant gairebé cinquanta anys.

## L'era moderna
A finals dels anys 1950 i principis dels 60, el públic es va retrobar amb els temes de temàtica splatter gràcies a pel·lícules com Psicosi d'Alfred Hitchcock, i alguns treballs de Hammer Productions com La maledicció de Frankenstein i Dracula (1958).
El gènere splatter va sorgir com un estil diferent de cinema dels Estats Units a començaments dels anys 60, amb les pel·lícules de Herschell Gordon Lewis. Lewis havia començat anys enrere produint pel·lícules amb nus de baix pressupost, però el mercat començava a perdre terreny a Hollywood, cosa que el va portar a incloure més nus a les seves pel·lícules. En comptes de fer-se un espai rendible en la indústria, Lewis es va dedicar a tocar els temes que el cinema temia: escenes de gore explícit i visceral. El 1963, va dirigir Blood Feast, considerada per molts com la primera pel·lícula del gènere splatter. En ella destaquen escenes on 'Ramsés' li arrenca la llengua a una jove incloent la seva arrel. Va tenir una segona part, Blood Feast 2: All U Can Eat estrenada el 2002. La següent pel·lícula de Lewis, Two Thousand Maniacs! (1964), va ser refeta com 2001 Maniacs el 2005 (amb una segona part titulada 2001 Maniacs: Beverly Hellbillys, que serà estrenada el 2008).
A causa de la seva influència i rendibilitat, Blood Feast es va mantenir a la cartellera d'alguns autocinemes ubicats al sud dels Estats Units. La violència gràfica va començar a ser mostrada en pel·lícules de gran pressupost com Bonnie i Clyde i Grup salvatge, però va continuar sent vista com un tabú a Hollywood.
La primera pel·lícula que va aconseguir popularitzar el gènere va ser Night of the Living Dead de George A. Romero, que intentava replicar l'atmosfera i gore d'EC Comics. Encara que al principi va ser catalogada per la premsa nord-americana com a "pèssima", es va convertir ràpidament en una sensació nacional, sent emesa no sols als autocinemes sinó també en funcions de mitjanit al llarg del país. Les crítiques estrangeres van ser més amables amb la pel·lícula; la revista britànica de cinema Sight & Sound la va ubicar entre les "deu millors pel·lícules de 1968".
La seva seqüela, L'alba dels morts, es va convertir en una de les pel·lícules splatter amb més gran èxit, tant comercialment com per les crítiques rebudes. El crític Roger Ebert es va referir a ella com "una de les millors pel·lícules de terror mai fetes". Les pel·lícules de Romero van ser importants a més a més per la seva preocupació per la tècnica, efectes especials, guió i caracterització dels personatges.
Durant els anys 1980 va ser creat el consell de classificació de la MPAA, i com a resultat diverses pel·lícules splatter van sofrir talls, amb l'excepció de Friday the 13th i les seves gràfiques escenes de violència. Tanmateix, Friday the 13th 2 no va córrer la mateixa sort. Roger Ebert als Estats Units i el membre del Parlament, Graham Bright, al Regne Unit, van liderar els intents de censura a aquest tipus de pel·lícules; mentre els crítics anaven darrere la pel·lícula I Spit On Your Grave, els polítics es van encarregar de donar suport al Video Recordings Act, un sistema de censura i certificació de vídeos. Això va tenir com a resultat la censura de diverses pel·lícules al Regne Unit.
Alguns directors d'aquest gènere s'han dedicat a filmar pel·lícules de major pressupost i rendibilitat. Sam Raimi, conegut per dirigir les pel·lícules de Spiderman, va esdevenir famós després de fer Possessió infernal que va ser seguida per dues seqüeles: Evil Dead II i L'exèrcit de les tenebres (1992). Peter Jackson, conegut per la seva trilogia cinematogràfica dEl Senyor dels Anells, va començar la seva carrera com a director a Nova Zelanda dirigint les pel·lícules splatter 'Bad Taste (1987) y Braindead (1992). Aquestes pel·lícules mostraven tant gore que es va convertir en còmiques.
Aquest tipus de comèdies són conegudes com a "splatstick", definit com a humor físic que implica esbudellament.
Algunes pel·lícules splatter han servit com a influència de diferents maneres. Cannibal Holocaust (1980), per exemple, és similar a The Blair Witch Project (1999) Holocaust caníbal  conta la història d'un grup de joves, mitjançant una cinta gravada per ells abans de morir a les mans de caníbals. Aquest "fals documental" és utilitzat també a Blair Witch.

## "Torture porn"
Als anys 2000, hi va haver un ressorgiment de pel·lícules influïdes pel gènere splatter, les quals contenen nus, tortura, mutilació i sadomasoquisme, conegudes de manera despectiva com "torture porn" ("tortura porno" en anglès) pels crítics; també són denominades "gorno" (un acrònim de "gore" i "porno")
La pel·lícula d'Eli Roth, Hostel  (2005), va ser la primera a ser anomenada "torture porn" pel crític David Edelstein, però la classificació va ser aplicada a Saw (2004) i les seves seqüeles, Els renegats del diable,  Wolf Creek, Baise-moi (2000) i  Koroshiya 1  (2001). Una cosa que diferència a aquestes pel·lícules de les splatter és que les "torture porn" van acompanyades de nombrosa publicitat, d'aquesta manera recapten més que les altres.
El subgènere denominat "torture porn" ha demostrat ser bastant rendible: Saw, que va ser feta amb 1,2 milions de dòlars, va recaptar 100 milions a tot el món, mentre que  Hostel, amb un pressupost d'uns 5 milions, en va recaptar 80. Lionsgate, l'estudi que hi havia darrere d'aquestes pel·lícules, també va rebre grans beneficis de la taquilla.
L'èxit financer ha inspirat l'estrena de pel·lícules similars: Turistas el 2006,  Hostel 2 ,  Captivity  protagonitzada per Elisha Cuthbert,  Borderland ,  Delirium ,  Funny Games  protagonitzada per Naomi Watts i Tim Roth, i  L'última casa de l'esquerra. La pel·lícula Grindhouse (2007), produïda i dirigida per Quentin Tarantino i Robert Rodriguez, també ha estat considerada com a part del gènere.
Aquest gènere ha rebut nombroses crítiques. Joss Whedon, creador de la sèrie de televisió Buffy la cazavampiros, ha dit que el "torture porn" és "part d'un cicle de violència i misogínia que arrabassa alguna cosa a la gent que ho ha vist". El director Eli Roth ha sostingut que l'ús del terme "torture porn" per part dels crítics indica que "són anticuats".

## Gore en altres gèneres
El polèmic gènere va tenir les seves variants en unir elements d'altres estils cinematogràfics. Un dels més dignes de destacar és el produït per la fusió d'elements del cinema mondo i gore que va resultar en el gènere italià de Pel·lícules de Caníbals a la Selva, inaugurat amb l'obra de 1972 Home del Riu Profund  d'Umberto Lenzi, i que portaria a l'apogeu el seu compatriota Ruggero Deodato amb Holocaust caníbal. (1979).
El terme "gore" és generalment confós amb "slasher". Encara que algunes vegades coincideixen, moltes pel·lícules slasher com Halloween, no són considerades gore, ja que no mostren suficient sang. Altres pel·lícules com  Maniac, The Prowler, Castle Freak i Haute Tension (2003/4) poden ser incloses dins del subgènere.
Es poden veure escenes splatter en pel·lícules d'altres gèneres. Alguns exemples són El Talp(1970) i Kill Bill (2003), corresponents al western i thriller respectivament. Moltes pel·lícules del gènere chambara, o pel·lícules de samurai, contenen efectes de sang similars als utilitzats en el gore. Alguns exemples són Kozure Okami (1980)i Lady Snowblood(1973).

## Directors de cine gore
Brian Paulin
- Bone Sickness (2004)

Herschell Gordon Lewis:
- Blood Feast (1963)
- Two Thousand Maniacs! (1964)
- The Gruesome Twosome (1967)
- The Wizard of Gore (1970)
- The Gore Gore Girls (1975)
- Color Me Blood Red (1976)
- Blood Feast 2: All U Can Eat (2002)

George A. Romero:
- Night of the Living Dead (1968)
- Dawn of the Dead (1978)
- Day of the Dead (1985)
- Land of the Dead (2005)
- Diary of the Dead (2007)

Lucio Fulci:
- Zombi 2 (1979)
- City of the Living Dead (1980)
- The Beyond (1981)
- The House by the Cemetery (1981)
- The New York Ripper (1982)

Sam Raimi:
- Possessió infernal (1981)
- Evil Dead II (1987)

Eli Roth:
- Cabin Fever  (2002)
- Hostel  (2005)
- Hostel 2  (2007)

Frank Henenlotter:
- Basket Case (1982)
- Brain Damage (1987)
- Frankenhooker (1990)

Peter Jackson:
- Bad Taste (1987)
- Braindead (1992)

Jörg Buttgereit:
- Nekromantik
- Nekromantik 2
- Der Todesking
- Hot Love
- Schramm

Michael Hugo
- Hardgore (1974)

Ruggero Deodato
- Cannibal Holocaust

Nacho Cerdá
- Aftermath
- Genesis

Takashi Miike
- Koroshiya 1